# Émirat de Say
1825
Entités suivantes :
- Empire de Sokoto

L'Émirat de Say ou Principauté de Say est un État islamique fondé en 1825 par Alfa Mohamed Diobo, chef soufi de la Qadiriyya établi à Say au début de XIXe siècle,.

## Histoire
Bien que Diobo n’ait pas été un conquérant, son contrôle sur Say a été assuré à la fois par sa renommée cléricale et la protection diplomatique de l’Empire de Sokoto, également fondé par un religieux soufi peul Qadiriyya, Ousmane Dan Fodio.
À son apogée, la principauté de Say était largement connu de Gao à Gaya comme un centre d’apprentissage et de piété islamique. La ville aurait compté 30 000 habitants et lancé ses propres caravanes transsahariennes. Elle conserve depuis cette époque une chefferie traditionnelle tenu par les descendants de Diobo.

## Succession des chefs
Elles sont les suivantes; Alfa Mohamed Diobo (1825-1834), Boubacar Modibo (1834-1860), Abdourahman (1860-1872), Moulaye (1872-1874), Abdoulwahidou (1874-1878), Saliha Alfa Baba (1878-1885), Amadou Satourou Modibo (1885-1893), Halirou Abdoulwahabi (1893-1894).